# Romanós (Messénie)
Romanós, en grec moderne : Ρωμανός, est un village du dème de Pylos-Nestor, district régional de Messénie, en Grèce.
Selon le recensement de 2011, la population du village compte 290 habitants.